# Proceedings of the Royal Society
Proceedings of the Royal Society of London, más conocida como Proceedings of the Royal Society (Proc. R. Soc.), fue el título de una revista científica publicada por la Royal Society entre 1854 (volumen 7) y 1905 (volumen 76). A partir del volume 76 se publica como dos revistas separadas:
- Proceedings of the Royal Society of London. Series A, Containing Papers of a Mathematical and Physical Character, actualmente Proceedings of the Royal Society A: Mathematical, Physical & Engineering Science, más conocida como Proceedings A (Proc. R. Soc. A), y
- Proceedings of the Royal Society of London. Series B, Containing Papers of a Biological Character, actualmente Proceedings of the Royal Society B: Biological Sciences, más conocida como Proceedings B.

Entre los nombres destacados que han publicado sus investigaciones en alguna de las publicaciones se encuentran James Clerk Maxwell (1863), Paul Dirac (1928), Francis Crick y J. D. Watson (1954) y Stephen Hawking y Roger Penrose (1970).

## Historia
Los primeros cuatro volúmenes de la revista, de 1800 a 1843, fueron publicados como Abstracts of the Papers Printed in the Philosophical Transactions of the Royal Society of London. De 1843 to 1854, los volúmenes 5 y 6 se titulaban Abstracts of the Papers Communicated to the Royal Society of London.

## Proceedings of the Royal Society A
Proc. R. Soc. A publica artículos científicos revisados por pares relacionados con las ciencias matemáticas, físicas y de ingeniería.
Según Journal Citation Reports, la revista cuenta con un factor de impacto (2014) de 2.192.
Todos los artículos publicados en ella están disponibles gratuitamente en el sitio web a los dos años de su publicación en Proceedings A.

### Artículos destacados
Los artículos más destacados que la revista ha publicado a lo largo de su historia incluyen:
- «A Dynamical Theory of the Electromagnetic Field» de J. Clerk Maxwell, Proc R. Soc. Lond. vol. 13 531-6 (1863): presentación de sus descubrimientos sobre relación entre la luz, la electricidad y el magnetismo[1]
- «The Reflexion of X-rays by Crystals» de W. H. Bragg y W. L. Bragg, Proc R. Soc. Lond. A vol. 88 428-38 (1913): demostró que la reflexión de los rayos X de una longitud de onda determinada cuando inciden en una superficie cristalina dejan una imprenta detallada de sus átomos[1]
- «The Quantum Theory of the Electron» de P. A. M. Dirac, Proc R. Soc. Lond. A vol. 117 610-24 (1928): demostró la compatibilidad de la teoría cuántica con la teoría de la relatividad de Einstein, facilitando así una mejor comprensión del espín, o momento angular intrínseco, del electrón, la predicción de la antimateria y la tecnología de la tomografía por emisión de positrones (PET)[1]
- «The Complementary Structure of Deoxyribonucleic Acid» de F. H. C. Crick y J. D. Watson, Proc R. Soc. Lond. A vol. 223 80-96 (1954): presentación del doble hélice del ADN, precursor de la biología molecular, la genómica y la biotecnología[1]
- «The Singularities of Gravitational Collapse and Cosmology» de S. W. Hawking y R. Penrose, Proc R. Soc. Lond. A vol. 314 529-548 (1970)[1]

## Proceedings of the Royal Society B
Proceedings of the Royal Society B: Biological Sciences publica artículos dedicados a estudios sobre, entre otros campos, la biomecánica, el comportamiento, la ecología, la evolución, la epidemiología, la neurociencia y la paleontología.
Según Journal Citation Reports, la revista cuenta con un factor de impacto (2014) de 5.05.
Todos los artículos publicados en ella están disponibles gratuitamente en el sitio web al año de su publicación en Proceedings B.